# 爱国日 (9月)
爱国日（英語：Patriot Day），即全国服务与纪念日（英語：National Day of Service and Remembrance），是美国于每年9月11日举行的一个纪念日，以缅怀2001年九一一袭击事件中的遇难者。

## 历史
在九一一事件发生后，纽约州联邦众议员维托·福塞拉等23名众议员于2001年10月25日联名向众议院提案，建议将每年9月11日设为爱国日以作为全国哀悼日。最终，众议院以407票赞成、0票反对、25票弃权通过了该提案。同年11月30日，提案又在参议院获全票通过。在乔治·W·布什总统于12月18日签字后，法案正式生效。
2002年9月4日，布什总统宣布2002年9月11日为首个爱国日。